# Ivan Peries
Ivan Peries (* 31. Juli 1921 in Dehiwela; † 13. Februar 1988) war ein sri-lankischer Maler.

## Leben und Werk
Ivan Peries ist der Sohn von James Francis Peries, der in Schottland Medizin studiert hatte und Ann Gertrude Winifred Jayasuria, Absolventin des St. Bridget's Convent in Colombo. Sein Bruder Lester James Peries (1919–2018) war einer der bekanntesten Filmregisseure Sri Lankas. Mit einem 1946 erhaltenen Stipendium ging Peries für vier Jahre nach London, um an der St John’s Wood Art School zu studieren. 1953 siedelte er nach London über und einige seiner Hauptwerke entstanden. Drei seiner Malereien sind: The Wave (1955), The Return (1956) und The Arrival (1959–60). Die Motive von Peries waren das ländliche Leben und die Küste des Ozeans. Ivan Peries heiratete 1955 Veronica Peries (geb. Perry), ließ sich in Southend-on-Sea nieder und bekam vier Kinder.
Ivan Peries war Mitglied der sri-lankischen Künstlergruppe '43 Group, in welcher sich Künstler wie George Keyt, Justin Daraniyagala, Harold Peiris, Lionel Wendt, Harry Pieres und L. T. P. Manjusri (1902–2002), Aubrey Collette, George Claessen, WJG Beling, Richard Gabriel, Walter Witharne und YJ Thuring zusammenfanden.
Arbeiten von Ivan Peries wurden im Jahr 1989 auf der Ausstellung The Other Story: Asian, African and Caribbean Artists in Post-War Britain, Kurator Rasheed Araeen, gezeigt. Im Jahr 2017 wurden seine Arbeiten auf der Documenta 14 gezeigt.